# Alex Landi
Alex Landi (sinh ngày 28 tháng 9 năm 1992) là nam diễn viên người Mỹ được biết đến với vai diễn bác sĩ Nico Kim trong bộ phim Grey's Anatomy của ABC, Henry Lee trong Insatiable của Netflix, và Bret Nam trong Walker của CW.

## Sự nghiệp
Vào ngày 6 tháng 9 năm 2018, anh được ứng tuyển trong bộ phim Grey's Anatomy Mùa 15 vai bác sĩ Nico Kim, bác sĩ phẫu thuật đồng tính đầu tiên trong loạt phim. Vai diễn của anh là bác sĩ phẫu thuật nam đầu tiên gốc Á, đã lập tức trở nên được yêu thích thông qua chương trình Women's Wear Daily (WWD.com) vào tháng 9 năm 2018 tiếp đó anh chụp ảnh bìa cho tạp chí Attitude vào năm 2019. Vào ngày 16 tháng 4, 2019, Alex được công bố tham gia vào mùa thứ hai Insatiable của Netflix. Vào ngày 13 tháng 11, 2020, Alex tham gia mùa đầu tiên Walker của The CW. Vào ngày 9 tháng, 2021, anh xuất hiện trong video ca nhạc "Kiss Me More" của Doja Cat đệm bởi SZA.

## Điện ảnh
| Năm          | Tiêu đề              | Vai trò         | Ghi chú                   |
| ------------ | -------------------- | --------------- | ------------------------- |
| 2016         | 264 Days             | Binh lính       | Ngắn                      |
| 2017         | Bull                 | Juror 1         | Tập: "School for Scandal" |
| 2017         | Prillen Short Shorts | Max             | Tập: "Dudes"              |
| 2018         | Lycanphobic          | Indio           | Ngắn                      |
| 2018         | Childlike            | Không rõ        | Tập: "Sonder"             |
| 2018         | Broken Land          | Edmund Hu       | Ngắn                      |
| 2018–present | Grey's Anatomy       | Bác sĩ Nico Kim | Vai cố định (Mùa 15-nay)  |
| 2019         | Insatiable           | Henry Lee       | Vai cố định (Mùa 2)       |
| 2021 - nay   | Walker               | Bret            | Vai cố định               |
| 2021         | Kiss Me More         | Vai chính       | Music Video               |